# Nicolas Rea, 3. Baron Rea
John Nicolas Rea, 3. Baron Rea (* 6. Juni 1928; † 1. Juni 2020) war ein britischer Politiker der Labour Party.

## Leben
Er wurde als Sohn von Philip Rea, 2. Baron Rea und dessen Ehefrau Betty Rae geboren. Er besuchte unter anderem die Dartington Hall School und studierte an der Universität Cambridge. Am dortigen Christ’s College erlangte er die akademischen Grade Magister Artium in Naturwissenschaften, Bachelor in Medizin und Chirurgie im Jahre 1951 und Doctor of Medicine 1969. Im Jahre 1981 folgte er seinem Vater als Baron Rea. Nach dem House of Lords Act 1999 verblieb er als erblicher Peer im House of Lords.
In erster Ehe war Lord Rea von 1951 bis 1991 mit Elizabeth Robinson verheiratet. Aus dieser Ehe gingen vier Söhne und zwei Töchter hervor. Im Jahr ihrer Scheidung heiratete er Judith Mary Powell.